# Phrudocentra kinstonensis
Phrudocentra kinstonensis là một loài bướm đêm trong họ Geometridae.